# Lada dzień
Lada dzień (ang. Any Day Now) – amerykański film obyczajowy z 2012 roku w reżyserii Travisa Fine'a. Wyprodukowany przez Music Box Films.
Premiera filmu miała miejsce 20 kwietnia 2012 roku podczas Festiwalu Filmowego w Tribece. Osiem miesięcy później premiera filmu odbyła się 14 grudnia 2012 roku w Stanach Zjednoczonych oraz 6 września 2013 roku w Polsce.

## Opis fabuły
Akcja filmu rozgrywa się w Stanach Zjednoczonych w latach 70. XX wieku. Rudy (Alan Cumming), drag queen w gejowskim klubie, przygarnia nastolatka z zespołem Downa. Wraz ze swoim ukochanym, prokuratorem Paulem Fleigerem (Garret Dillahunt), walczy prawa do opieki nad chłopcem. Sąd broni jednak konserwatywnych zasad pod pozorem dobra małoletniego.

## Obsada
Źródło: Filmweb
- Alan Cumming jako Rudy Donatello
- Garret Dillahunt jako Paul Fliger
- Isaac Leyva jako Marco Deison
- Frances Fisher jako sędzia Meyerson
- Gregg Henry jako Lambert
- Jamie Anne Allman jako Marianna Deison
- Chris Mulkey jako prokurator okręgowy Wilson
- Don Franklin jako Lonnie Washington
- Kelli Williams jako panna Flemming
- Alan Rachins jako sędzia Resnick
- Mindy Sterling jako panna Mills
- Doug Spearman jako Johnny
- Randy Roberts jako PJ
- Miracle Laurie jako Monica
- Michael Nouri jako Miles Dubrow

i inni